# Драмматический словарь
«Драмматический словарь», полное название «Драмматический словарь, или показания по алфавиту всех Российских театральных сочинений и переводов, с означением имён известных сочинителей, переводчиков и слагателей музыки, которые когда были представлены на театрах, и где и в которое время напечатаны. В пользу любящих театральные представления» — первый в России справочник по театру. Опубликован в Москве в 1787 году. Автор аноним под инициалами «А. А.».
В «Словаре» приводится аннотированный перечень 339 пьес, оригинальных и переводных, иногда указываются даты первых постановок, сообщаются сведения об авторах, переводчиках и исполнителях, а также говорится о приёме, оказанном отдельным произведениям публикой. Предисловие к «Словарю», названное по-старинному «Предуведомление», содержит данные о культурном уровне театралов последней четверти XVIII века и интересные суждения о творчестве А. П. Сумарокова и о значении театра.
В разных источниках называют автором Н. И. Новикова, М. Д. Чулкова, а также А. Анненкова (так считают П. Н. Берков и Е. А. Динерштейн).
Про автора известно следующее: автор дворянин, профессионально не занимался литературным творчеством. Идея создания словаря, по примеру французского «Anecdotes dramatiques» родилась у него, когда он гостил в Подмосковье у своего родственника. «Маленькие дети, резвясь подле меня завсегда, чем изъявляли мне своё усердие и привязанность, рассуждая со мной, спрашивали меня очень часто, какие забавы в Петербурге и Москве, часты ли театральные представления, какие играют больше пьесы, но я не знавши всех наизусть удовлетворял их любопытству наименованием только некоторых…Сие самое и подало мне мысль начать собирать Российские оригинальные и переведённые с разных языков Драмматические сочинения…»

## Библиографическое описание
- Драмматический словарь, или показания по алфавиту всех Российских театральных сочинений и переводов, с означением имён известных сочинителей, переводчиков и слагателей музыки, которые когда были представлены на театрах, и где и в которое время напечатаны. В пользу любящих театральные представления : словарь. — Точное воспроизведение изд. 1787 г. — Санкт-Петербург : Издание кн. маг. «Нового времени», 1880. — 166 с.
- Драмматической словарь: или, показанія по алфавиту всѣх россійских театральных сочиненій и переводов с означеніем имён извѣстных сочинителей, переводчиков и слагателей музыки, которыя когда были представлены на театрах, и гдѣ и в которое время напечатаны. — М., 1787.